# Gmina Blairstown
Gmina Blairstown (ang. Blairstown Township) – gmina w hrabstwie Warren w stanie New Jersey w USA.

## Geografia
- Według United States Census Bureau, miejscowość ma powierzchnię 82,3 km².

## Demografia
- Według danych z roku 2006, miejscowość ma 5,982 mieszkańców. Gęstość zaludnienia to 71,5 / km².

## Obecność w popkulturze
- Zdjęcia do filmu Piątek, trzynastego (1980) powstawały na terenie New Jersey, głównie w obozie kempingowym zlokalizowanym w Blairstown.
- Historyczny budynek Roy's Hall (znany także pod nazwą Roy's Theater; widziany w jednej ze scen Piątku, trzynastego) został wybudowany w 1913 roku jako kino. W 2005 r. przeszedł gruntowny remont, dwa lata później odbył się w nim Blairstown Theater Festival.
- 15 lipca 1982 roku na Cedar Ridge Cemetery odkryto ciało martwej Księżnej Doe.